# Nicholas
Nicholas je moško osebno ime.

## Izvor imena
Ime Nicholas je različica moškeg imena Nikolaj.

## Pogostost imena
Po podatkih Statističnega urada Republike Slovenije je bilo na dan 31. decembra 2007 v Sloveniji število moških oseb z imenom Nicholas: 9.

## Osebni praznik
Osebe z imenom Nicholas lahko godujejo takrat kot osebe z imenom Nikolaj.